# 休戦オマーン

休戦オマーン
（トルーシャル・オマーン）
إمارات الساحل المتصالح
Imārāt as-Sāḥil al-Mutaṣāliḥ

| 先代 | 次代                                  |
| --- | ------------------------------------- |
| アブダビ アジュマーン ドバイ ラアス・アル＝ハイマ シャールジャ ウンム・アル＝カイワイン アル・ジャジラ・アル・ハムラ アル・ラムス カット 第二次サウード王国 | アラブ首長国連邦 ラアス・アル＝ハイマ |

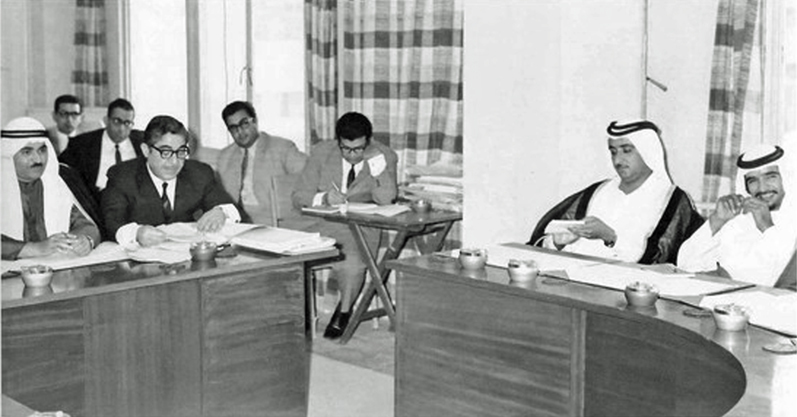
議会の様子（1969年）

休戦オマーンあるいはトルーシャル・オマーン（アラビア語: إمارات الساحل المتصالح、英語: Trucial States / Trucial Oman）は、アラビア半島先端のペルシア湾沿岸部に位置していた英国の保護国である。以前は欧州諸国の船を度々襲撃していたため「海賊海岸」(Pirate Coast) と呼ばれていた。

## 歴史
- 1820年1月8日　英国と航海自由条約（アラビア語版、英語版）を締結。休戦オマーンの成立。
- 1835年　英国と休戦条約（アラビア語版）を締結。
- 1853年　英国と永久休戦条約（アラビア語版）締結。
- 1952年　トルーシャル・オマーン議会設立。
- 1971年12月2日　アラブ首長国連邦の成立。休戦オマーンの消滅。

## 首長国
休戦オマーンは以下の8首長国から構成されていた。
カルバ首長国を除いた7首長国がアラブ首長国連邦の構成国である。また、各首長国の国名はそれぞれの首都となる都市の名前に由来している。

### 一覧
- アブダビ（1820～1971年）
- アジュマーン（1820～1971年）
- ドバイ（1835～1971年）
- フジャイラ（1952～1971年） - シャールジャより分離
- カルバ（1936～1951年） - シャールジャに併合されて消滅
- ラアス・アル＝ハイマ（1820～1971年） - アラブ首長国連邦に加入したのは翌年の1972年
- シャールジャ（1820～1971年）
- ウンム・アル＝カイワイン（1820～1971年）